# Que Os Olhos Ruins Não Te Enxerguem
Que Os Olhos Ruins Não Te Enxerguem é um documentário brasileiro, produzido pelo coletivo Lentes Periféricas, dirigido por Roberto Maty e Thabata Vecchio. O documentário discute a diversidade de gênero, classe social e raça dentro da comunidade LGBTQI+ na cidade de São Paulo.

## Sinopse
O documentário "Que os olhos ruins não te enxerguem" se propõe a discutir a diversidade de gênero, classe e raça dentro da comunidade LGBTQIA+  na cidade de São Paulo. São personagens percorrendo a metrópole ao mesmo tempo que narram suas vidas, seus sonhos e afetos.

## Elenco
- NeneSurreal
- Ca Jota
- Vicky Flawless
- João Paulo
- Kairos Castro
- Milena Marine
- Luana Hansen
- Patrícia Meira
- Luz X
- Gabriel Matos

## Coletivo
Lentes Periféricas  é um coletivo de audiovisual formado em 2014 por jovens interessados em utilizar a linguagem como ferramenta de arte e crítica social. O coletivo se propõe a abordar diferentes temas acerca das periferias e de corpos periféricos, comuns às relações de seus próprios integrantes.

## Festivais
- Ganhou o prêmio de Melhor Longa-metragem Brasileiro pelo Júri Oficial e da Crítica (Aceccine) no 13° Festival For Rainbow (2019).[4] [5]

- 21° Festival do Rio - Mostra Gerações (2019) [6]

- 52° Festival de Brasília do Cinema Brasileiro - Mostra Futuro Brasil - Pré-seleção (2019) [7]

- 27° Festival Mix Brasil de Cultura da Diversidade- Vozes do Brasil Real - (2019) [8]